# Soulier d'or belge 2020

Le Soulier d'or 2020 est un trophée individuel, récompensant le meilleur joueur de football du championnat de Belgique ainsi que la meilleure joueuse belge de football sur le deuxième semestre de l'année 2020. Ce prix devait initialement récompenser l'ensemble de l'année 2020, c'est-à-dire deux demi-saisons (la fin de la saison 2019-2020, de janvier à juin, et le début de la saison 2020-2021, de juillet à décembre), mais en raison de l'arrêt prématuré de la saison 2019-2020 à cause de la pandémie de Covid-19, seul le deuxième semestre de l'année 2020 est pris en compte.
Il s'agit de la soixante-septième édition du trophée, remporté par le milieu offensif israélien du Royal Antwerp FC, Lior Refaelov, et par la défenseuse du RSC Anderlecht, Tine De Caigny . 
Contrairement aux autres années, où le vote se faisait en deux tours (janvier à juin et juillet à décembre), le scrutin a eu lieu en un seul tour pour la période du 30 juin à fin décembre.

## Classement masculin
| Place              | Pays     | Joueur               | Club(s)          | Points |
| ------------------ | -------- | -------------------- | ---------------- | ------ |
| Médaille d'or      | Israël   | Lior Refaelov        | Royal Antwerp FC | 271    |
| Médaille d'argent  | Autriche | Raphael Holzhauser   | K Beerschot VA   | 187    |
| Médaille de bronze | Nigeria  | Paul Onuachu         | KRC Genk         | 86     |
| 4.                 | Belgique | Simon Mignolet       | Club Bruges KV   | 75     |
| 5.                 | Belgique | Charles De Ketelaere | Club Bruges KV   | 72     |
| 6.                 | Belgique | Theo Bongonda        | KRC Genk         | 62     |
| 7.                 | Angola   | Clinton Mata         | Club Bruges KV   | 43     |
| 8.                 | Belgique | Hans Vanaken         | Club Bruges KV   | 33     |
| 9.                 | France   | Xavier Mercier       | OH Louvain       | 23     |
| 10.                | Canada   | Jonathan David       | KAA La Gantoise  | 14     |

## Classement féminin
| Place              | Joueuse               | Club                           | Points |
| ------------------ | --------------------- | ------------------------------ | ------ |
| Médaille d'or      | Tine De Caigny        | RSC Anderlecht                 | 289    |
| Médaille d'argent  | Tessa Wullaert        | Manchester City RSC Anderlecht | 250    |
| Médaille de bronze | Kassandra Missipo     | AA Gand Ladies RSC Anderlecht  | 181    |
| 4.                 | Janice Cayman         | Olympique lyonnais             | 149    |
| 5.                 | Laura Deloose         | RSC Anderlecht                 | 99     |
| 6.                 | Julie Biesmans        | PSV Eindhoven                  | 78     |
| 7.                 | Elena Dhont           | AA Gand Ladies FC Twente       | 60     |
| 8.                 | Laura De Neve         | RSC Anderlecht                 | 58     |
| 9.                 | Justine Vanhaevermaet | Lillestrøm Sportsklubb Kvinner | 46     |
| 10.                | Davina Philtjens      | ACF Fiorentina US Sassuolo     | 35     |

## Autres prix

### Gardien de l'année
| Place              | Pays     | Joueur                 | Club(s)           | Points |
| ------------------ | -------- | ---------------------- | ----------------- | ------ |
| Médaille d'or      | Belgique | Simon Mignolet         | Club Bruges KV    | 419    |
| Médaille d'argent  | Belgique | Arnaud Bodart          | Standard de Liège | 201    |
| Médaille de bronze | Belgique | Hendrik Van Crombrugge | RSC Anderlecht    | 176    |

### Espoir de l'année
| Place              | Pays     | Joueur               | Club(s)           | Points |
| ------------------ | -------- | -------------------- | ----------------- | ------ |
| Médaille d'or      | Belgique | Charles De Ketelaere | Club Bruges KV    | 403    |
| Médaille d'argent  | Belgique | Aster Vranckx        | KV Malines        | 89     |
| Médaille de bronze | Belgique | Nicolas Raskin       | Standard de Liège | 86     |

### Entraîneur de l'année
| Place              | Pays      | Entraîneur       | Club(s)          | Points |
| ------------------ | --------- | ---------------- | ---------------- | ------ |
| Médaille d'or      | Belgique  | Philippe Clement | Club Bruges KV   | 335    |
| Médaille d'argent  | Argentine | Hernán Losada    | K Beerschot VA   | 196    |
| Médaille de bronze | Croatie   | Ivan Leko        | Royal Antwerp FC | 163    |

### Meilleur diable à l'étranger
| Place              | Joueur           | Club            | Points |
| ------------------ | ---------------- | --------------- | ------ |
| Médaille d'or      | Romelu Lukaku    | Inter Milan     | 363    |
| Médaille d'argent  | Kevin De Bruyne  | Manchester City | 330    |
| Médaille de bronze | Thibaut Courtois | Real Madrid     | 99     |

### But de l'année
| Pays | Joueur       | Club           | Match                                             |
| ---- | ------------ | -------------- | ------------------------------------------------- |
|      | Hans Vanaken | Club Bruges KV | RSC Anderlecht - Club Bruges KV (19 janvier 2020) |

### Sources
- Soulier d'Or 2020 : Lior Refaelov titré, le couronnement d'une carrière, rtbf.be
- Lior Refaelov est élu 67e Soulier d’or et met fin à 54 ans d'attente pour l'Antwerp, dhnet.be
- Soulier d'Or 2020 : Tine De Caigny reçoit le trophée, Anderlecht truste le podium, rtbf.be
- Romelu Lukaku élu Meilleur Belge à l'étranger pour la première fois, dhnet.be
- Soulier d'Or : Philippe Clément, coach du FC Bruges, élu Entraîneur de l'Année, rtbf.be
- Charles De Ketelaere (Club Bruges) élu Espoir de l'année, sportmagazine.levif.be
- Soulier d'Or : Simon Mignolet, le gardien du Club de Bruges, élu Gardien de l'Année, dhnet.be